# Скарб кота Леопольда
«Скарб кота Леопольда» (рос. Клад кота Леопольда) — третій мультиплікаційний фільм із серіалу «Кіт Леопольд» про доброго кота Леопольда, якому в численних ситуаціях дошкуляють двоє хуліганів — мишей.

## Сюжет
Леопольд читає книгу під назвою «Боротьба з гризунами», сидячи біля вікна. Незабаром він чує голоси мишей, наказують: «Леопольд, виходь! Виходь, підлий боягузе!». Леопольд відповідає: «Хлоп'ята, живімо дружно». Але потім знову чує їх голоси. Леопольд виходить на вулицю і бачить, що голоси мишей записано на касеті, вставленій в магнітофон. Леопольд натискає на кнопку «Стоп», після чого магнітофон вибухає. Заплутавшись з голови до ніг плівкою, Леопольд повторює: «Хлоп'ята, живімо дружно». Після титрів кіт Леопольд пише лист мишам і кидає його в поштову скриньку. У ньому містилася мапа, на якій було позначене місцезнаходження заритого скарбу. Прочитавши лист, миші відправляються на пошуки. Знайшовши місце скарбу, Сірий починає копати. Вирив скриня, миші відкривають його з допомогою динаміту. Дверцята відкриваються, і звідти вискакує привид у білому простиралі. Миші до смерті лякаються. Потім привид скидає простирало, і виявляється, що це був Леопольд. Він поправляє метелика і вимовляє крилату фразу: «Хлоп'ята, живімо дружно!».

## Знімальна група
- Автори  сценарію: — Аркадій Хайт
- Режисери — Анатолій Рєзников
- Художник-постановник: — В'ячеслав Назарук
- Оператори: — Володимир Милованов
- Композитори: — Борис Савельєв
- Звукооператори: — Неллі Кудріна
- Художники-мультиплікатори: —
- Ефрем Пружанский,
- Костянтин Романенко,
- Константин Чикин,
- Володимир Спорихін,
- Юрий Бутырин,
- Геннадий Сокольский,
- Вадим Меджибовський,
- Давид Черкасский,
- Сімен Петецький,
- Ігор Самохін,
- Ірина Гундирева,
- Наталья Базельцева
- Ролі  озвучували: — Олександр Калягін
- (Леопольд, миші)
- Монтажери: — Галіна Дробініна,  Любов Георгієва
- Редактори: — Валерія Медвдовська, Олександр Тимофеевський
- Директори  знімочної  группи: — Лідія Варенцова